# 劉在錫
劉在錫（： Yoo Jae-Seok，1972年8月14日—），韓國主持人及諧星，本貫江陵劉氏，曾被誤譯作劉在石，於韓國三大無線電視台KBS、MBC、SBS主持多檔綜藝節目，包括廣受歡迎的《無限挑戰》、《家族的誕生》及《Running Man》等，有「國民MC」之美譽。無名時期主持節目時常帶著蚱蜢頭套，因而有「蚱蜢」之名。他是韓國最受歡迎的主持及諧星之一，和姜鎬童並稱韓國主持界兩大山脈。劉在錫在2008年時的出場費高達每場840萬韓圓，在韓國三大平無線電視台KBS、MBC、SBS中主持的節目收視率都曾達到第一。
2011年至2015年期間，劉在錫在沒有所屬公司的情況下獨自活動，直到2015年7月確定正式和FNC娛樂簽約。
2020年7月11日，分別於韓國三大無線電視台KBS、MBC、SBS，各有一檔固定主持節目皆播出超過10年，不僅寫下韓國綜藝史上的新紀錄，也是唯一一人此項紀錄。。
2021年二度獲得百想藝術大賞榮譽大賞，成為第一位二度獲得此獎的綜藝人，也是繼金喜愛、金惠子之後第三位二度獲獎的藝人。

## 簡介

### 漢字姓名
本人於2015年1月17日於台灣舉行的《2015 Running Man Special Live in Taipei》記者會上親自簽名為「劉在錫」，而經紀公司FNC娛樂官方微博亦同樣使用該漢字表記。

### 節目中的角色
劉在錫在最高收視綜藝節目《無限挑戰》中擔任隊中的班長及隊長，在主持節目之餘亦帶領包括朴明洙、鄭埻夏、盧弘喆、Haha等成員接受不同的挑戰。
在《家族的誕生》中，擔任主MC的劉在錫與BIGBANG的大聲因傻頭傻腦的合拍性格，被稱為「阿呆阿瓜兄弟」，亦與李孝利組成國民兄妹。而《家族的誕生》自播出以來，一直保持相當高的收視。
而在《Running Man》中，劉在錫作為主MC，人稱劉魯斯·威利斯、劉姆斯·邦德、劉赫。節目中與宋智孝被稱為「糖果兄妹」，與李光洙被稱為「劉李組合」，和金鐘國是節目中的「兩大山脈」。

## 經歷

### 早年生活
劉在錫為家中長子，有2名妹妹。父親是遞信部公務員，母親是家庭主婦。雖然父親是公務員，收入一般，但父親從來不收受賄賂，為人正直，所以劉在錫一家並不富裕。小學時期，因父親的頻繁轉調搬了三次家，同時亦轉學了三次。小學最後一次搬家後，劉在錫在城北區（現由江北區管轄）水踰洞長大。1985年，完成小學教育，畢業於首爾柳峴初等學校。1988年，完成初中教育，畢業位於首爾的水踰中學。1991年，完成高中教育，畢業位於首爾的龍文高等學校。
對於容易害羞的劉在錫來說，每次轉學後需要很長時間去適應。不過一旦適應了，他就會在休息時間主持來娛樂大家，也會在上課的時候以一些無厘頭的回答讓教室變成歡笑的海洋。小學六年級時，劉在錫當上了班長。母親非常開心，說「我們在錫成了班長了，應該去拜訪一下老師，培育大會也應該認真參加了啊。」但表情卻顯得擔憂，因為拜訪老師不能空手去，而且作為班長的媽媽有壓力要參加培育會的捐贈，為學校出一分力。為了養育三兄妹，家裡經濟環境已經很苦，當時還是小朋友的劉在錫不懂母親擔憂什麼。在那天之後，劉在錫總是看到母親在學校花圃及校門前打掃的身影。劉在錫曾問母親為何要這樣做，母親只是笑著答「嗯，我們家在錫成為班長了，媽媽也希望能為學校做一些事情。」過了一段時間，劉在錫才知道母親是因為無法交出捐款，所以用清掃來代替。劉在錫知道後哭了許久，表示用盡一生也還不清母親偉大的愛。
初中一年級時，劉在錫看了當紅頂級喜劇演員沈炯來的《幽默第一番地》後深受感動，從那時起，他就把搞笑藝人設定為人生目標。
高中時期，當時KBS節目《VIVA青春》有一個以高中生為對象的單元「友情舞台」，挑選並討論學生關心的議題，或選拔一些有特殊才藝的學生。1989年高二那年，節目到了他的學校錄影，由於劉在錫在「學校風雲人物」票選中遙遙領先，所以獲得在節目大展才華的機會。劉在錫準備了一齣短劇作為演出，劇中他以詼諧的方式模仿當時紅遍世界各地的香港電影《英雄本色》中周潤發所飾演的「Mark哥」一角，帶給觀眾不少歡笑。由於節目播放後反應不錯，劉在錫得到了往KBS電視台參與《VIVA青春》年終特輯錄影的機會，以《英雄本色》第二彈再度粉墨登場。

### 青年入行經過
雖然劉在錫自初中一年級起就把搞笑藝人設定為人生目標，但父母相當反對。高三時期，劉在錫在大學升學前路上希望就讀演藝系，但父母相反希望他選擇經營或政治外交相關學系，所以他依照父母的意願，申請了首爾東國大學經濟學系，參加了1991年的大學升學考試，不過最終落榜。落榜後的劉在錫，沒有氣餒，決定盡全力實現自己的夢想，隱瞞了正為他準備明年重考的父母，偷偷申請並考上了首爾藝術大學廣播演藝系，事後說服了父母，獲得父母答應和尊重他的決定。
因此，劉在錫大學時期於首爾藝術大學廣播演藝系就讀，但日後最終因演藝活動繁忙而中途退學（因活動繁忙而念了四年大學一年級）。
1990年11月14日，韓國成立了「株式會社漢城放送」，即現時的SBS，並於1991年正式開播，加劇了韓國廣播行業之間的競爭，開啟了韓國三大無線電視台KBS、MBC、SBS鼎立的時代。雖然當時KBS在韓國綜藝節目中頗具優勢，但為了穩固地位，決定在SBS開播電視節目前，以大學生為對象進行招募，以培育新世代諧星。所以，KBS於1991年5月4日舉辦了《第1屆KBS大學搞笑祭》。
剛剛成為大學一年級新生的劉在錫，當年4月在大學校園裡看到大學搞笑祭的招募公告寫著「希望能藉由這個活動，提升綜藝節目的整體素質，嘗試以大學生為中心，建立一套健全的喜劇文化，並將大學的學術氣息與搞笑連結，提升節目的格調」，被吸引的劉在錫立即找來了同樣曾出演《VIVA青春》的大學同屆朋友崔承京搭檔，準備做諷刺搞笑類型的表演出戰大學搞笑祭。
搞笑祭第一輪有男子102名，女子30名，共132人報名參加。經過兩輪表演競爭後，KBS最後選出10隊15名參賽者晉級第三輪。最終經過第三輪表演後，2名參賽者獲得大賞，1名金賞，2名銀賞，5名銅賞，5名安慰賞。即是第三輪15名參賽者全部人也獲獎了，當時劉在錫和崔承京兩人同獲安慰賞。不過，劉在錫在搞笑祭領獎時犯下終生難忘的錯誤。由於劉在錫對於自己的表演非常自信，獲得吊車尾安慰賞的他心情非常不好，離開座位上台領獎途中不僅臭著一張高傲臉，還要掏耳朵，顯得很自負。日後的劉在錫對於當時的舉動感到既羞愧又後悔。
因《第1屆KBS大學搞笑祭》，19歲的劉在錫跟金勇萬、金秀勇、朴修弘、崔承京、金國鎭、南熙碩和楊元景等人成為KBS第7期諧星，同期入行。而這班人日後於韓國演藝圈發展不錯，各人都有相當高知名度。劉在錫亦有不少摯友，都是來自KBS第7期同期諧星。
劉在錫從小對搞笑很有自信，他曾認為只要進入電視台後，一定能掌控全場，一旦成為搞笑藝人，便能在1年內笑翻韓國。不料正式進入演藝圈後，他的表現沒有獲得太大的反響，度過了九年默默無聞的生活。相反，同期入行的金勇萬、朴修弘、崔承京和金國鎭等人已經成為極具知名度的搞笑藝人。

### 九年無名歲月
入行後，劉在錫每天早上到KBS電視台報到，留至晚上才下班。為了要企劃出搞笑橋段，每周經常要集思廣益地開會，還得不斷練習。這樣的生活持續了半年後，劉在錫開始失去希望。原因是劉在錫出道初期並沒有展露搞笑藝人的特質，有鏡頭恐懼症，表現顯得沒有能力，樣貌、身材亦沒有其他同期搞笑藝人討好。劉在錫在沒有攝影機時對逗笑眾人很有一套，但只要走上舞台看到攝影機，便感到緊張而呆若木雞。他的表現總無法令人滿意，這令他對自己是否勝任搞笑藝人產生懷疑。
1991年夏天，剛出道的劉在錫和一群諧星同事去餐廳吃飯，當時大家都沒什麼錢，所以在點部隊鍋時沒有按照確切人數下單，然後放了很多拉麵在鍋裡一起吃。最後付錢的時候是攤開來各自付，不過劉在錫當時真的完全沒有錢，吃飯時也是看大家臉色吃飯，有一位哥哥就罵道：「你是乞丐嗎？好歹帶點錢出門吧！」當時劉在錫聽完這句話忍不住就哭了。。
有一天，劉在錫巧遇大學同班同學金泰均，儘管金泰均當時處境比劉在錫更加落魄，但笑容卻依舊燦爛，這帶給了劉在錫很大的慰藉。劉在錫之後不再往電視台上班，反而與金泰均一同到啤酒屋當酒保。但不久，劉在錫受到同期入行好友金勇萬、金秀勇和朴修弘的勸說和鼓勵，重返電視台工作。重返電視台後，劉在錫和跟同期的金勇萬、金秀勇、朴修弘和南熙碩一起不斷練習排練5分鐘小短劇以出演《爆笑歌謠祭》節目單元，表演模仿當時風靡世界流行樂壇的街頭頑童（New Kids on the Block），獲得不少好評，令劉在錫找回一點自信。製作人亦開始願意給劉在錫更多客串、跑龍套機會在不同的節目單元出演。
然而，劉在錫始終克服不了鏡頭恐懼症，像過去一樣被製作人責罵。有一次，劉在錫拿到了一個秘書的角色，甚至得到製作人的青睞，直說這次若是演得好，之後一定給他更大的角色，然而鏡頭恐懼症的心魔仍在他心中縈繞，經過上百次的NG，製作人氣到再也不找他，連其他製作人也開始躲他。吃盡苦頭的劉在錫更曾被人呼過巴掌。在某個綜藝節目上，當攝影機開始錄影時，劉在錫講起話來卻結結巴巴，全身抖個不停，社長看了氣到衝上台賞了他兩個耳光，呼喝道「你這傢伙，我是怎麼把你推上這個位置的，千方百計才弄到這個機會，你在抖個什麼勁。」劉在錫亦曾在市場肉攤辦過簽名會，擺了桌子和飲料，就在市場的肉攤前痴痴坐著，1個小時下來，只簽了2個名，一個是簽收場地費用，另一個則是在肉店老闆裝肉的塑膠袋上。
劉在錫曾說「無論是我自己或身邊的人都一直有個疑問：身為一個藝人，怎麼能不在電視上露臉呢？殊不知，這一字一句，都在我的心上深深地刻畫著傷痕。」「看同期的人都成為極具知名度的搞笑藝人，自己幾乎不看他們的演出，因每次看到，都令人分外眼紅。」「無數的挫折、痛苦讓我想放棄，我時常一個人躲起來，搥打著胸膛哭泣，這之間經歷過的感受，是很難用言語形容的。」他在沒沒無聞時，經常在夜裡向佛祖祈禱，「佛祖啊，如果有一天能賜給我一個機會，我這一生一定不忘報答這些一路上幫助過我的所有人」這個誓言劉在錫表示他是不會忘記的，他對所有的一切都心懷感謝。
每天都如此承受煎熬，並依靠祈禱度日的劉在錫，決定1994年12月應征入伍服兵役，以短期士兵的身份天天到軍隊上下班，並在1996年6月退役。劉在錫與當時已有名氣的韓國演員李政宰是軍隊同期，大家同是藝人，而且都住在狎鷗亭，所以便成為好友，軍隊時期經常上下班一起行動。李政宰曾在節目中透露了自己和劉在錫的交情，說「是劉在錫把自己帶大的」，並且還透露說「劉在錫曾經一度包攬了司機的活兒」。李政宰過往受到好友劉在錫很多照顧，他說「當時劉在錫一手包辦了所有表演企畫、劇本、演出事宜，甚至連休假證全都幫我準備了，那時就知道他以後一定會成為大人物。」雖然當時劉在錫曾經被誤認是李政宰的經理人，但這時期對劉在錫而言亦是一個相當重要的轉捩點，劉在錫從李政宰身上漸漸學會甚麼是自信，李政宰告訴劉在錫「倘若要成為一位明星，沒有甚麼事比有自信來得更重要。」
退役後，劉在錫回歸到KBS電視台拜訪了各個節目的製作人，並下定決心絕不變成一個窩囊廢，開始建立自信，並擁有無論拿到什麼角色都會全力以赴的覺悟。不久後，劉在錫得到了《喜劇萬花筒》中的配角角色，從微不足道的角色開始，他在劇中的影響力日益重要，之後獲得機會飾演「我的老公是紡織娘」單元中的重要角色 — 失業丈夫。當時是1997年，韓國正值受亞洲金融風暴所苦，因此觀眾對劉在錫所飾演的失業丈夫很有共鳴。再者，受後輩女諧星金淑的角色帶有濃濃鄉音的襯托，令劉在錫那時還有點生澀的演技相得益彰。失業丈夫這個角色，也讓出道七年的劉在錫，第一次感受到被路人認出來的成就感。同時，經自我鍛鍊的劉在錫開始逐漸放棄了過去新人時期過份想在節目中求個人表現的欲望，而是沉著專注演出，漸漸擺脫了鏡頭恐懼症。他領悟了節目需靠演出者互相配合，大家都相得益彰下，節目才能成功。
1998至1999年間，發生了兩件事件，讓劉在錫收穫不少關注，為他往後的演藝事業帶來不少契機，亦是告別九年無名歲月生活的轉捩點。第一件是劉在錫得到「蚱蜢」之稱的事件。第二件是劉在錫參加《徐世源秀》節目中的單元「Talk Box」的事件。
第一個賦予劉在錫「蚱蜢」這個稱號的人，就是丁善姬，她在KBS《自由宣言今天星期六》節目錄影時，無心地向金允碩製作人提及「您不覺得他長得也太像蚱蜢了嗎？」從此以後，「蚱蜢」就成了劉在錫的代名詞。事實上，劉在錫當時相當不喜歡這個綽號，曾經向製作人抗議說「這樣我的形象豈不是太固定了嗎？」後來，劉在錫為了擔任《自由宣言今天星期六》節目單元「接下來的六十年」的主持，還必須經常戴著蚱蜢頭套。就是這樣，劉在錫有一段時期經常戴著蚱蜢頭套，跳著蚱蜢舞主持和出演節目，「蚱蜢」形象和綽號逐漸深入大眾民心。
不過，「蚱蜢」背後亦有令人心酸的歷史。通常節目上的道具都是由工作人員準備，但沒有知名度的劉在錫需要親自隨身攜帶蚱蜢頭套上下班、參與節目錄影，這為他帶來不少尷尬經驗。當時正以高人氣FIN.K.L團體活動的女歌手李孝利，曾與劉在錫一起進行拍攝，就這麼形容當時的劉在錫，「當時第一次遇見劉在錫這個人，那時看著他一直戴著頭套，心中萬分不舍。」李孝利表示，「在錫哥也沒有經紀人，一個人搭著船到了慶南的統營。包包裡塞著一個大蚱蜢頭套，因為鬚鬚進不去包包裡，就這樣垂在外面。他把那個包帶過來，然後一個人換上了衣服。」她還回憶當時的情景說，「那時候天氣很冷，我們烤了地瓜吃，他不會說什麼話，就一邊抖著一邊站在另一邊。所以我拿了地瓜給他叫他吃。」
1999年，當年KBS有一個家喻戶曉的人氣節目《徐世源秀》，節目中的單元「Talk Box」在當時擁有很高人氣，進行的方式是各個藝人將準備好的趣味故事說完後，再從中挑選出帶給大家最多歡笑的藝人為「Talk 王」。由於「Talk Box」和《自由宣言今天星期六》是由同一隊製作團隊負責，劉在錫偶然獲得了機會出演於1999年1月5日播出的《徐世源秀》「Talk Box」單元。劉在錫在「Talk Box」中說起了自己高中時期經歷的一個有趣故事，不僅令主持徐世源笑得前合後仰，亦為現場觀眾帶來了很大歡笑，成功榮登該集「Talk 王」。「Talk Box」播出後，受到矚目的劉在錫開始獲得了很多節目的邀約。劉在錫亦參加了「Talk Box」的年末特輯，發揮了機智的口才，獲得了更多的關注和矚目。
自出演「Talk Box」後，劉在錫開始找到了自己存在的價值。因為獲得韓國女演員崔真實向製作人的推薦，劉在錫得到機會，於2000年11月獨自主持MBC的新節目《目標達成!星期六－明星生存遊戲同居同落》，這是最初一檔藝人真實綜藝節目。節目中，劉在錫發揮了超水準的主持功力，展露了驚人的才華。從此以後，劉在錫開始慢慢展露他的光芒，正式告別九年無名歲月生活，一步步成為今天的國民MC。

### 全盛期
從KBS的《SUPER TV－快樂星期天》到SBS的《X-Man》，劉在錫開始與姜鎬童共同擔任主持，重新復活了《明朗運動會》節目。這也造就了韓國兩大頂尖主持人——劉在錫、姜鎬童。2000年他加入韓國明星棒球隊「恨」，擔當外野手位置。
2005年12月他正式加入DY娛樂。同年擔任MBC電視台節目《無限挑戰》其中一位主持。
2006年《MBC演藝大賞》頒獎禮上，劉在錫獲得了「大賞」。這是繼去年《KBS演藝大賞》之後的又一肯定。此次獲獎的意義超出了獲獎本身，因為他因此成為廣播歷史上第一個包攬KBS和MBC的演藝大獎的明星。一些觀眾還推測說，如果SBS電視台也設有演藝大獎獎項，那麼他將會包攬三大電視台的演藝大獎。
2007年和《無限挑戰》全體獲得MBC大賞，2008年和2009年憑《家族的誕生》獲得SBS大賞， 2009年和2010年獲得MBC大賞，2010年獲得SBS創社20週年綜藝十大明星賞 。
2010年擔任SBS電視台節目《Running Man》其中一位主持。
2011年2月劉在錫因其原所属公司（DY娛樂之後被合併為Stom E&F娛樂）財政惡化，未支付他2010年5月至2010年10月约6億韓圓演出费用，其後於同年自組個人經紀公司JS娛樂至2015年結束，並在2015年7月16日加入FNC娛樂。
2011年和2012年連續獲得SBS大賞，2012年更獲得SBS演藝大賞觀眾選擇最高人氣賞，2013年獲得第49屆百想藝術大賞TV部門大賞，和《Running Man》全體獲得SBS演藝大賞觀眾選擇最高人氣賞。
2014年和2015年兩年內獲得KBS和MBC兩間電視台的大賞，並和《無限挑戰》全體獲得MBC電視台的功勞獎，2015年也是《無限挑戰》播放十周年，同時在SBS電視台獲得觀眾選擇最高人氣賞和大賞。
韓國福布斯名人榜每年評選出40名當年韓國最有影響力的演員、歌手、主持人、運動員等公眾人物。劉在錫自2009年就一直上榜，與金妍兒是僅有兩位在2009年至2017年在韓國福布斯名人榜一直上榜的名人。
最近十年來，劉在錫在韓國國內各大不同媒體的演藝界影響力排名調查中一直名列前茅。根據韓媒《日刊體育(The Daily Sports)》公布「2016年韓國演藝圈最具影響力(Power People)」調查排名，劉在錫排名第三。而在韓媒《時事周刊》公布「2017年最具影響力韓國藝人」調查中，劉在錫則連續3年榮登最具影響力韓國藝人榜首。2015及2016年，劉在錫分別以35.8%及36.9%奪冠，2017年更以大比數52.5%再度蟬聯。
2020年7月11日，憑著在 SBS《Running Man》主持十週年，劉在錫成功在三大電視台都有在一個節目主持10年以上（MBC《無限挑戰》、KBS《歡樂在一起》）。

### 人生故事代表歌曲《言之命至》
《無限挑戰》從2007年開始，每兩年就會舉辦一次「歌謠祭」，每次都會邀請音樂人跟《無限挑戰》各成員們組成不同隊伍組合創作表演歌曲，最後在歌謠祭中演繹，並發行音源。音源收益扣除製作費用後，會全額用於社會公益活動。《無限挑戰》於2011年舉辦了第3次歌謠祭西海岸高速公路歌謠祭，劉在錫與音樂人李笛組成的隊伍組合「下垂的蝸牛」也在這次歌謠祭上演唱了《狎鷗亭小混混》和《言之命至》兩首歌曲。
李笛一開始就表示希望能聽聽劉在錫的故事，藉此了解已經成為韓國第一國民主持人的劉在錫，成功背後究竟經歷了哪些故事，尤其是回首過去，有什麼事情想提醒年輕人，或激勵年輕人的事情。一向說到自己個人事情就害羞的劉在鍚和李笛聊起了自己一路走來的故事，最後誕生了「言之命至」這首歌曲。歌謠祭常規是每隊組合只需創作一首表演歌曲，因此害羞的劉在錫最後選擇了更符合歌謠祭歡樂氣氛的復古夜店故事「狹鷗亭小混混」作為表演歌曲，也得到熱烈的回響。不過劉在錫和李笛最終在歌謠祭結束後，台下空無一人，靜靜地在舞台上生澀但誠懇地唱起了他人生故事《言之命至》。 
在創作《言之命至》的歌詞中，劉在錫把他20多歲時的感情包含在歌詞裡，在演唱自己的故事時，劉在錫亦不禁泛淚哽咽，網友們也被歌詞和旋律所感動，紅了眼眶。《言之命至》意思是：說到的話就算丟掉性命也要去做到，代表著承諾和誓言；亦有另一種解釋：生命中所期許的東西隨著自己的努力與堅持，總會在生命中出現。歌詞中描述了曾經對未來生活感到徬徨緊張的20歲時生活。劉在錫在歌詞中寫到「每天煩惱明天要做什麼、無法入睡、心痛到鬱悶」等非常憂愁的句詞，粉絲聽了飆淚直呼，這首短短的歌曲中，完全能感受到他曾經非常艱難和困苦的時光，還有人認為這根本就是催淚曲，聽完馬上可以感動到流淚不止。
2015年，正好是《無限挑戰》開播的10周年紀念，所以那年第5次歌謠祭嶺東高速公路歌謠祭準備了3個加碼的特別舞台給觀眾，由觀眾票選出3個最想再看一次的歷屆歌謠祭舞台，最後《言之命至》票選登上第一名。感人的曲風和歌詞，4年後再次引起大眾熱烈討論。

## 慈善公益
2008年1月，劉在錫和《無限挑戰》成員盧弘喆一起前往泰安(位於韓國忠清南道)參加泰安去除漏油義工活動。雖然他不希望這個消息被公開，但因為和他一起參加的義工們關係，這個消息很快被傳開。韓媒「SPORTS SEOUL」於2008年1月29日作出了相關報導。
2010年，一名韓國網友發表一篇文章，該名網友的外婆獨自來到韓國首爾，因不熟路而迷路，她又手提重物，只好坐在路邊捶腳，這時一位戴著帽子的先生上前幫她，他問老婆婆要去哪後，幫忙攔了計程車，還先結清車資，計程車司機一眼認出他後趕忙詢問：「你是劉在錫嗎？」老婆婆這才驚覺，眼前這個人就是大名鼎鼎的劉在錫。韓媒《Sport Kyunghyang》於2012年12月21日報導了這篇網絡文章。
2011年10月，劉在錫的好友韓國主持人金濟東向慈善機構「美麗財團」捐贈約7000萬韓圜，「美麗財團」官方在SNS證實該消息後，SNS就出現了網友留下「姜鎬童和劉在錫應該多學著點」的留言。而針對這則留言，「美麗財團」則回應「劉在錫早就是長期捐贈者了」。事實上，劉在錫在2008年就曾經為「美麗財團」公益活動以海報模特登場。隨後亦有消息指出過去10年，劉在錫一直向「美麗財團」每月捐款500萬韓圜，劉在錫並沒有公開表明事實。「美麗財團」官方則證實：「劉在錫一直都有為獨居老人進行捐款，不過具體的金額我們無法告知，因為他本人並不想要對外宣傳。」
劉在錫一直低調行事，捐獻了很多的金錢做公益，2012年以前做的公益幾乎都沒在輿論上公開過，與其他藝人一做公益就被大肆報導的情況相反。2012年，曾出現「劉在錫不熱心公益」的惡意批評。對此事件，「美麗財團」於同年8月正式向傳媒發布了「劉在錫從財團成立開始，已經連續10年以上每個月都捐贈500萬韓圜給財團」的聲明。因此大家透過這事件才了解到劉在錫在過去十多年原來總是默默行善，不欲人知。據了解，「美麗財團」於2000年8月正式成立，剛設立的時候，沒有名氣，只有4位普通捐獻者。財團從第一年開始，進行捐助活動的藝人僅有兩位，一位是演員劉志太，而另一位就是劉在錫。「美麗財團」理事長曾提到劉在錫「劉在錫是他們財團捐錢最多的藝人。」理事長還說，劉在錫甚至曾經通過經紀人數次打電話過來跟他說，希望低調，如果自己捐錢這事被人們知道的話，自己從那時起將不再捐款。截至2016年，劉在錫已連續15年以上向「美麗財團」每月作出捐款，估計累積捐贈金額達9億韓圜以上。
2012年6月26日，一名韓國女性網友發表一篇標題「劉在錫哥哥，謝謝你」的文章，內容中表示劉在錫於同年5月曾出現在一山(常譯：日山)的某購物中心拍攝節目的時候，吸引了人潮在劉在錫身邊推擠，而該名網友當時在推擠的情況下手機掉在地上。在蜂擁而至的人流中尋找手機時，她的手被踩到受傷。劉在錫見狀，便立即靠過來問候和關心她，並向身邊人士大聲喊道「大家請安靜一下，這位小姐在尋找丟失的手機途中受傷了，我們一起幫她找找吧」最後劉在錫為她找到了正被某人壓在腳下的手機，甚至親自用衣服把髒了的手機認真擦拭了一遍，並給了她一些錢買藥水膠布。對於此事，當事人該網友表示非常感謝和感動。翌日6月27日，韓媒《NEWS N》報導了這篇網絡文章。
2013年5月9日，下午在首爾的慶熙大學和平殿堂舉行了《第49屆百想藝術大獎》。當天，劉在錫現身紅毯儀式時，由於突然下起雨，女保鏢立馬撐起傘為劉在錫遮雨。而劉在錫一邊說著「沒關係」一邊將雨傘讓給了女保鏢。具有紳士風度的行為吸引了韓國網友的注意。
2013年11月，劉在錫參與拍攝《ELLE》「Share Happiness」公益畫報。該活動與50組明星支持者和48個品牌贊助商一起共募集2億韓元捐款，將全額捐贈給社會上需要幫助的女性與孩子們。
2013年末，劉在錫在《無限挑戰》節目中「介·寂·朋派對」特輯義賣個人珍藏物品，並將所得全數捐贈煤炭銀行，節目中還親自運送煤球給貧困人家，自始劉在錫就開始了愛心煤炭捐助，多次向相關慈善機構「babsang共同體福祉財團」捐贈善款。2015年1月，劉在錫和一眾Running Man成員參與「HAPPY Together煤炭100萬個捐贈活動」，以購買手機殼的方式參與活動。2017年3月7日韓國媒體公開劉在錫的善舉，據「babsang共同體福祉財團」透露，劉在錫在2017年年初天氣寒冷時，為貧困家庭捐出5,000萬韓圜煤炭。劉在錫由2013年開始已向此機構捐款，2016年2月及11月已分別捐出5,000萬韓圜，2017年2月同樣捐出5,000萬韓圜。劉在錫由2013年末至2017年2月向「babsang共同體福祉財團」捐贈的金額已達2億3000萬韓圜。
2014年3月至7月期間，劉在錫在《無限挑戰》節目「Speed Racer駭速快手」的賽車特輯中，參加了賽車競賽，而他比賽所開的戰車上印有慈善機構「分享之家」的宣傳字樣，且約定好要將完成比賽的獎金捐贈該機構。「分享之家」是慰安婦受害者生活的地方，進行各種相關福祉支援的機構。但可惜的是，劉在錫於競賽中發生了事故而無法完成比賽。數日後，劉在錫隻身前往了「分享之家」探望慰安婦奶奶們，雖無法完成比賽，但私下依約捐出了相當於比賽獎金的金額。據韓國《亞洲經濟》2016年8月12日的報道，劉在錫在韓國光復71周年到來之際，於8月11日向生活在「分享之家」的慰安婦受害者賬戶匯款5000萬韓圜。對於劉在錫的善行，慰安婦奶奶們深表謝意，並表示一定要澄清歷史真相，牢記歷史教訓。截至2015年12月，韓國政府登記在冊的慰安婦受害者共有238人，多已作古，僅46人健在。其中，有10人生活在「分享之家」。劉在錫從2014年7月捐款2000萬韓圜開始，2015年6月捐款4000萬韓圜，2016年4月也曾捐款5000萬韓圜，截至2016年8月累計捐款共1億6000萬韓圜。「分享之家」方面表示將其中的9000萬韓元用於建立慰安婦受害者人權中心；7000萬韓元用於對受害者進行各種福祉支援。基於《無限挑戰》節目和劉在錫多次的善舉，引起了韓國社會大眾和政府對慰安婦受害者的關注。2015年12月，韓日兩方政府達成日軍慰安婦問題協議，旨在支援日軍慰安婦受害者的「和解與治癒財團」在2016年7月28日正式成立，於11月16日啟動現金發放工作。財團採取了分期支付方式，將向在世慰安婦受害者每人發放近1億韓圜；而其他已故慰安婦受害者的代理人，則向每人支付約2000萬韓圜。
2014年4月16日韓國發生「世越號沉沒事故」，根據韓媒 Star News 報導，《無限挑戰》成員劉在錫、朴明洙 、鄭埻夏、鄭亨敦、盧弘喆、HaHa 等人，默默地低調透過某個機構共同捐款協助世越號罹難者家屬，不願透露捐款金額。
2014年10月25日，在播出《無限挑戰》400期特輯的節目中，劉在錫所配戴的一款名為「咖啡豆」手錶無意間在節目曝光後受到關注。原因是該手錶相當於30%的售價金額將用於幫助蒙古的孤兒院、被拐賣後遭受虐待的兒童以及菲律賓的颱風受災地區，其不僅僅是一款時尚的手錶，更是一份愛心，具有意義。因為此款手錶出現在被觀眾認可的劉在錫手上，隨即引發了大眾爆發性的關注，也引發了此款手錶的購買狂潮，令可以購買手錶的網站一度陷入癱瘓。
2014年12月25日，KBS播放劉在錫主持的《Happy Together》節目中，韓國女演員蘇有珍透露一件往事非常感謝劉在錫。自爆曾在拍攝SBS《反轉劇》節目時，不慎遭掉落的照明燈砸中頭部，當場失去意識昏迷，一睜開眼睛就發現同劉在錫背著自己狂奔送到安全地方救治，才沒有釀成重大意外。對於蘇有珍表達的謝意，劉在錫只是一臉謙虛地傻笑，並未因此居功。
2014年12月29日，韓國女喜劇演員朴澀琪在《MBC演藝大獎》獲得「音樂或脫口秀部門優秀獎」，獲獎致詞時，她在台上公開表示：「每次見到劉在錫前輩就想哭。」引發了觀眾們的好奇。2015年1月4日，朴澀琪在MBC播出的《Section TV 演藝通信》節目中，解釋了當時的得獎感言，原來過去她有幾次受到劉在錫前輩的照顧和關心。她回憶曾經去採訪劉在錫主持的《無限挑戰》節目時，由於現場擠進太多媒體，她整個人被擠到最後面無法繼續主持，這時劉在錫突然伸出手將她拉到最前面，還對其他人說：「也給我們澀琪留點位子啊。」讓她感動到現在只要一看到劉在錫就有想哭的衝動。
2015年2月22日，播出的JTBC綜藝節目《有內情的沙龍》，韓國諧星張東民公開了與劉在錫不為人知的故事。張東民說自己曾有段十分辛苦的時期，經常自己一個人喝酒，有過許多不好的想法。當時有人請求他一同合照，但是因為狀態不好，不想被拍下來，想說幫他簽名，拒絕拍照。那個人不悅便離開說：「張東民他自己當自己是劉在錫還是什麼呀？連劉在錫也曾幫我合照和簽名了。」聽到這句話後，有著不好想法的張東民就第一次打電話聯絡劉在錫前輩，詢問他可否出來見一面，當時他是從未跟劉在錫來往過的，然而劉在錫也欣然的答應了，相約了在劉在錫居所附近見面。張東民表示：「與劉在錫一見面，他就知道我心情不好。我跟他說:『誰都不聽我說話，你是國民MC，請你聽我說吧。』」他把內心的事情全部向劉在錫傾訴，過程中，劉在錫也沒有打斷，全部聽了進去，更向張東民說「我真的無法說自己懂你的處境，我怎能說理解你呢……」也沒有草率的給予忠言或指教。當天下著雨，張東民要回家時，劉在錫親自幫他叫了計程車、替他撐傘，還把錢包裡所有錢全部給了張東民，在張東民拒絕收下情況下，劉在錫便叫他拿回去給母親當零用錢。最後，張東民流下了眼淚：「我覺得他是我第一個要報答的人，那天之後，我做節目的姿態完全不同了，他是改變我人生的重要之人。」
2015年3月19日，《無限挑戰》的作家金蘭珠在KBS播放的《朴明洙的radio show》中說，“看到劉在錫感覺很神奇。”，“我來了以後看到劉在錫覺得很驚訝的是，路上的空瓶子，易開罐等東西，他都隨手撿起來。看到他連這個都能注意到我覺得很神奇。”
2015年末，劉在錫私下購買了400本《無限挑戰》月曆，贈送給所屬經紀公司FNC娛樂的工作人員以表感謝。雖然不是很貴重的禮物，但卻充滿意義，因為《無限挑戰》月曆的收入在扣除製作費用後，會全額用於社會公益活動，既做了善事，也能向職員們表達感謝之意。
2016年1月，劉在錫自費買外套，慰勞200多名幕後人員，為有份主持的5個節目《Happy Together》、《Two Yoo Project - Sugar Man》、《Running Man》、《無限挑戰》以及《同床異夢，沒關係沒關係》的全體工作人員送上保暖外套，因為他認為一眾工作人員不分晝夜在寒冬工作十分辛苦，為了慰勞大家，便送上一點心意，一如既往為免外界知道，故送禮時十分低調。
2016年10月6日，颱風「暹芭」肆虐包括濟州島、蔚山和釜山等在內的韓國南部地區，造成嚴重損失。「希望橋樑全國災害救助協會」表示，劉在錫向遭受颱風襲擊地區的災民捐贈了5000萬韓圜，希望將這些善款用於恢復災民的正常生活。
2016年11月30日凌晨，位於韓國大邱的最大傳統市場「西門市場」發生大型火災，當中四個區超過600多家店鋪化為灰燼。劉在錫為大邱「西門市場」4個地區遭受火災的受害者，捐款了5000萬韓圜。
2017年7月11日，劉在錫再次捐出5000萬韓圜給慰安婦福祉支援機構「分享之家」。從2014年7月以來，劉在錫已經累積捐出2億1000萬韓圜給「分享之家」，善款用於建立慰安婦受害者人權中心及對受害者進行各種福祉支援。
2017年7月16日，韓國忠北清州一帶連續多日降下暴雨，令韓國中部地區暴雨成災。根據韓國「NEWSIS」報導，名為「希望的橋樑」的全國災害救助協會透露了劉在錫最近因為看到韓國中部暴雨成災，因此捐出5000萬韓圜用於幫助災民們。善款會分配給清州、天安等地財產、生命蒙受損失的災民，當作慰問金。
2017年11月20日，韓國浦項日前發生規模5.4強震，為該國有監測紀錄以來第二大地震，造成數十人受傷、數百人流離失所。韓國「希望橋樑」全國災害救護協會方面向媒體表示，劉在錫通過該機構向浦項地震受災災民捐贈了五千萬韓幣的善款。
2020年為了對抗新冠肺炎，劉在錫捐出1億元，帶頭幫助陷入困境的疫情災區。劉在錫原本就長期熱心公益，總是低調捐出大筆善款，網友們也紛紛為他加油，希望總是帶給別人溫暖的劉在錫，也別忘了好好照顧自己。劉在錫手上的節目《劉QUIZ ON THE BLOCK》最新一期特別以「戰士們」為主題，特寫在疫情期間不眠不休的消防以及醫護人員，又再度讓大家看到綜藝大神劉在錫真性情的一面。節目中劉在錫與受訪的一位醫護人員視訊，當她說：「我過得很好，我們所有人都過得很好。」雖然聲音有些哽咽，卻努力表現出樂觀的模樣，讓劉在錫一聽就忍不住落下淚來。一開始只是紅了眼眶，可以看到劉在錫很努力的想要控制情緒，卻還是忍不住，眼淚一顆一顆直掉，醫護人員見狀也說：「你怎麼哭了？我們真的沒事的...」，劉在錫回應：「你們都說你們沒有事，讓我好心痛。」真摯的對話讓醫護人員自己也哭了，尤其聽到醫護人員說：「我也想看到家人啊」，一向非常保護家人的劉在錫更是有同感，一度說不出話。不少網友都驚訝地說：「第一次見到劉在錫哭得這麼激動！」

## 個人生活
2006年11月，在《無限挑戰》第30期醃泡菜特輯的錄製現場，劉在錫發表了愛的宣言：「我與羅京恩已經交往了4個月。我也已經到了適婚的年齡，正以結婚為前提，認真交往」。
事業上的成功，讓劉在錫開始往另外一領域發起挑戰。劉在錫與當時任職MBC新聞主播的羅京恩在《無限挑戰》中相識，「原本只是遠遠的看著她，後來對她的好感越來越強烈，我就主動開始追求了」。
消息一經曝光，劉在錫就遭到了媒體的圍追堵截，「目前相互都有好感正在進一步交往，希望大家祝福我們」。劉在錫於2008年6月4日公開結婚消息。兩人的婚禮於2008年7月6日在韩國首爾獎忠洞新羅酒店舉行，摯友藝人李輝宰擔任司儀，韓國議員邊雄田則擔任證婚人。2010年兒子出生，劉在錫於《無限挑戰》第277期中表示兒子正在學習說話。兒子出生後羅京恩全職照顧家庭，已甚少在公眾媒體露面。
2018年2月19日，劉在錫所屬的「FNC娛樂」迅速證實其太太羅京恩懷上了第2胎，並透露「目前還是懷孕初期，在健康管理上要多費心」。
2018年，劉在錫的女兒順利出生。
刘在锡信仰佛教。当2019年冠状病毒疫情爆发时，就曾有网传包括刘在锡在内的多名当红韩国艺人为涉及大邱聚集性疫情的“新天地教会”成员。刘在锡所属事务所FNC娱乐便立刻澄清他并非成员，刘在锡本人也亲自在《刘Quiz On The Block》第47期中说明其信仰佛教。

## 综艺節目

### 主持節目列表
| 播放日期                                                            | 電視頻道 | 節目名稱                                  |
| ------------------------------------------------------------------- | -------- | ----------------------------------------- |
| 1993年                                                              | KBS      | 《跑吧GOGO》                              |
| 1998年10月17日－2001年4月28日                                       | KBS2     | 《自由宣言今天星期六》                    |
| 2000年                                                              | KBS      | 《喜劇萬花筒》                            |
| 2000年11月4日－2002年5月25日                                        | MBC      | 《目標達成星期六－同居同落》              |
| 2001年                                                              | MBC      | 《！感嘆号》                              |
| 2001年                                                              |          | 《有理由的晚上》                          |
| 2001年11月8日－2005年4月28日                                        | KBS2     | 《Happy Together》                        |
| 2003年                                                              | KBS      | 《危險的邀請》                            |
| 2003年                                                              | KBS      | 《爭論多樣化，你的選擇》                  |
| 2003年8月－2007年10月30日                                           | SBS      | 《劉在錫的真實遊戲》                      |
| 2003年                                                              | SBS      | 《笑園成趣星期六》                        |
| 2003年11月8日－2006年10月29日                                       | SBS      | 《真實星期六—X-Man》                      |
| 2004年8月4日－2006年4月23日                                         | SBS      | 《反轉劇》                                |
| 2004年5月8日－2012年12月24日                                        | MBC      | 《來玩吧》                                |
| 2005年4月23日－2018年3月31日                                        | MBC      | 《無限挑戰》                              |
| 2005年5月5日－2007年6月21日                                         | KBS      | 《Happy Together Friends》                |
| 2006年11月5日－2007年4月8日                                         | SBS      | 《星期天真好—新X-Man》                    |
| 2007年4月15日－6月10日                                              | SBS      | 《星期天真好—做吧！Go》                   |
| 2007年6月28日－2018年10月4日                                        | KBS2     | 《Happy Together 3》                      |
| 2007年11月11日－2008年6月8日                                        | SBS      | 《星期天真好—奇跡的勝負師（奇跡史）》     |
| 2008年6月15日－2010年1月31日                                        | SBS      | 《星期天真好—家族的誕生》第一季           |
| 2010年7月11日－至今                                                 | SBS      | 《Running Man》                           |
| 2014年8月8日－12月19日                                              | KBS2     | 《我是男人》                              |
| 2015年10月20日－2016年7月12日                                       | JTBC     | 《Two Yoo Project - Sugar Man（第一季）》 |
| 2015年4月25日－2016年7月18日                                        | SBS      | 《同床異夢，沒關係沒關係》                |
| 2018年1月14日－5月27日                                              | JTBC     | 《Two Yoo Project - Sugar Man（第二季）》 |
| 2018年5月4日－6月1日                                                | Netflix  | 《犯人就是你》                            |
| 2018年8月29日－11月14日                                             | tvN      | 《劉QUIZ ON THE BLOCK》                   |
| 2018年10月11日－2020年4月2日                                        | KBS2     | 《Happy Together 4》                      |
| 2018年11月16日－12月21日                                            | SBS      | 《美秋里 8-1000》                         |
| 2018年12月2日－2019年5月12日                                        | JTBC     | 《最近的孩子們》                          |
| 2019年2月15日－3月22日                                              | SBS      | 《美秋里 8-1000 2》                       |
| 2019年4月16日－12月3日                                              | tvN      | 《劉QUIZ ON THE BLOCK（第二季）》         |
| 2019年7月27日－至今                                                 | MBC      | 《玩什麼好呢》                            |
| 2019年8月24日－10月26日                                             | tvN      | 《工作見面的關係》                        |
| 2019年11月8日                                                       | Netflix  | 《Busted！明星來解謎2》                   |
| 2019年11月29日－2020年3月6日                                        | JTBC     | 《Two Yoo Project - Sugar Man（第三季）》 |
| 2020年3月11日－至今                                                 | tvN      | 《劉QUIZ ON THE BLOCK（第三季）》         |
| 2020年9月3日－10月29日                                              | tvN      | 《第六感》                                |
| 2021年1月22日                                                       | Netflix  | 《Busted！明星來解謎3》                   |
| 2021年1月28日－2月4日                                               | tvN      | 《It's Party Time》                       |
| 2021年4月3日－6月5日                                                | KBS2     | 《Come Back Home》                        |
| 2021年6月25日－10月1日                                              | tvN      | 《第六感2》                               |
| 2022年3月18日－6月17日                                              | tvN      | 《第六感3》                               |
| 2022年4月12日－6月28日                                              | KakaoTV  | 《PLAYou》                                |
| 2022年9月8日－10月13日                                              | Disney+  | 《韓星地帶：逃脫任務》                    |
| 2022年11月25日                                                      | Netflix  | 《韓國No.1》                              |
| 2022年12月15日－2023年2月23日                                       | tvN      | 《大神探探愛》                            |
| 2022年11月17日－至今                                                | youtube  | 《藉口GO》                                |
| 2023年5月23日－2023年8月8日                                         | KakaoTV  | 《Play You Level Up：反派生活的世界》     |
| 2023年6月14日－2023年7月19日                                        | Disney+  | 《韓星地帶：逃脫任務2》                   |
| 2024年2月23日－2024年4月12日                                        | tvN      | 《公寓404》                               |
| 2024年4月26日－至今                                                 | SBS      | 《只要有空，》                            |
| 2024年5月10日－2024年5月17日（試播集） 2024年9月16日－2024年12月2日 | KBS      | 《相似You》                               |
| 2024年8月7日－2024年9月11日                                         | Disney+  | 《韓星地帶：逃脫任務3》                   |
| 2025年2月13日－2025年4月3日                                         | tvN      | 《第六感 City Tour》                      |

## 影视作品

### 電視劇
| 年份   | 電視頻道 | 節目名稱             | 角色                                                |
| ------ | -------- | -------------------- | --------------------------------------------------- |
| 2000年 | KBS      | 《帥氣的朋友們》     | 劉在錫 [主演]                                       |
| 2007年 | MBC      | 《李祘》             | 轎夫、酒家行人、護衛兵（一人分飾三角）[客串]        |
| 2007年 | MBC      | 《泡菜奶酪微笑》     | 結婚司儀劉在錫 [客串]                               |
| 2009年 | MBC      | 《賢內助女王》       | 面試者劉在錫 [客串]                                 |
| 2015年 | SBS      | 《看見味道的少女》   | 《Running Man》主持 [客串]                          |
| 2015年 | MBC      | 《我的女兒，琴四月》 | 天才畫家、劉秘書、SUPER STAR（一人分飾三角） [客串] |
| 2020年 | KBS      | 《喪屍偵探》         | 殭屍 [客串]                                         |
| 2023年 | MBC      | 《木偶的季節》       | 員工 [客串]                                         |
| 2023年 | MBC      | 《戀人》             | 農民（特別出演）                                    |

### 電影
| 年份   | 電影名稱              | 角色   |
| ------ | --------------------- | ------ |
| 1994年 | 《티라노의 발톱》     | 原始人 |
| 1994年 | 《》                  | 班長   |
| 2020年 | 《P1H: 新世界的開始》 |        |

#### 電影配音
| 年份   | 電影名稱          | 角色                                                                     |
| ------ | ----------------- | ------------------------------------------------------------------------ |
| 2007年 | 《》              | 蜜蜂                                                                     |
| 2009年 | 《Little Beaver》 | 解說、貓頭鷹                                                             |
| 2015年 | 《》              | Dave Kohl（MBC中秋節精選電影《無限挑戰》特別配音版；與《無限挑戰》成員） |

### 音樂錄影帶
| 年份   | 歌名                                      | 歌手                                                   | 備註                           |
| ------ | ----------------------------------------- | ------------------------------------------------------ | ------------------------------ |
| 2012年 | 〈江南Style〉                             | PSY                                                    | 與盧弘喆                       |
| 2013年 | 〈Gentleman〉                             | PSY                                                    | 與《無限挑戰》成員             |
| 2014年 | 〈Beep〉                                  | 朴志胤                                                 | 與《無限挑戰》成員             |
| 2015年 | 〈再對我說一次〉                          | Jinusean                                               | 與Haha                         |
| 2015年 | 〈Again〉                                 | Turbo                                                  | 僅聲音出演                     |
| 2016年 | 〈Dancing King〉                          | EXO                                                    |                                |
| 2017年 | 〈笑一笑福来到~YO！〉                     | 金俊昊、曹世镐、梁世炯、金国振、金九拉、李英子、朴美善 | 釜山国际喜剧节主题曲           |
| 2018年 | 〈It's Christmas〉                        | FNC娛樂旗下藝人                                        |                                |
| 2019年 | 〈合井站五號出口〉 （页面存档备份，存于） | 溜三絲                                                 | 《玩什麼好呢》TROT歌曲         |
| 2019年 | 〈愛情的再開發〉 （页面存档备份，存于）   | 溜三絲                                                 | 《玩什麼好呢》TROT歌曲         |
| 2020年 | 〈在夏天裡〉 （页面存档备份，存于）       | U-DORAGON、Linda G、雨龍（組合：SSAK3）                | 《玩什麼好呢》夏日混聲組合歌曲 |
| 2020年 | 〈再次來到這海邊〉 （页面存档备份，存于） | U-DORAGON、Linda G、雨龍（組合：SSAK3）                | 《玩什麼好呢》夏日混聲組合歌曲 |

## 音樂作品
- 2006年：〈All You Need Is Love〉（《無限挑戰》單曲，與朴明洙、鄭埻夏、鄭亨敦、盧弘喆、Haha合唱）
- 2007年：〈愛做不做頌〉（《無限挑戰》單曲，與盧弘喆合唱）
- 2007年：〈森巴的魅力〉－《無限挑戰 江邊北路歌謠祭》（合輯）
- 2009年：〈Family的一天〉（《家族的誕生》單曲，與李孝利、尹鍾信、金秀路、李天熙、金鐘國、大聲、朴藝珍合唱）
- 2009年：〈Let's dance〉－《無限挑戰 奧林匹克歌謠祭》（合輯，與尹未來、Tiger JK合唱）
- 2011年：〈言之命至〉－《無限挑戰 西海岸高速公路歌謠祭》（合輯，與李笛合唱）
- 2011年：〈狎鷗亭小混混〉－《無限挑戰 西海岸高速公路歌謠祭》（合輯，與李笛合唱）
- 2011年：〈屋子小混混〉（單曲，與李笛合唱）
- 2013年：〈蚱蜢世界〉－《無限挑戰 朴明洙的怎樣歌謠》（合輯）
- 2013年：〈Please Don't Go My Girl〉－《無限挑戰 自由路歌謠祭》（合輯，與柳熙烈，金朝翰（朝鲜语：김조한）合唱）
- 2013年：〈舞王〉－《無限挑戰 自由路歌謠祭》（合輯，與柳熙烈合唱）
- 2013年：〈我們，一起走過〉－《無限挑戰 自由路歌謠祭》（合輯，與朴明洙、鄭埻夏、鄭亨敦、盧弘喆、Haha、吉合唱）
- 2014年：〈Victory Song〉－《無限挑戰 無限挑戰應援團》（合輯，與朴明洙、鄭埻夏、鄭亨敦、盧弘喆、Haha合唱）
- 2014年：〈勝利的時間〉－《無限挑戰 無限挑戰應援團》（合輯，與朴明洙、鄭埻夏、鄭亨敦、盧弘喆、Haha合唱）
- 2015年：〈劉在錫 X Swings - Hip-Hop Collaboration Full Ver.〉（與Swings合唱，NENE炸雞廣告歌）
- 2015年：〈I'm so sexy〉－《無限挑戰 嶺東高速公路歌謠祭》（合輯，與JYP合唱）
- 2016年：〈Dancing King〉（「SM STATION」單曲，與EXO合唱）
- 2016年：〈처럼（就像）〉－《無限挑戰 偉大的遺產》（合輯，與Dok2合唱，feat.李遐怡）
- 2019年：〈合井站五號出口》、〈愛情的再開發》、〈愛情的再開發2》[46]、〈Confession of your love〉-《Running Man》九週年合作單曲（與全昭旻及Soran（朝鲜语：소란_(밴드)）合唱）、〈Hollywood〉-《Running Man》九週年合作單曲（與Haha合唱）
- 2020年：〈离别的车站〉（与宋歌人合唱）、〈在夏天裡〉、〈再次來到這海灘〉、〈打開那個夏天〉（以SSAK3名義，與李孝利、Rain合唱）、〈兩人真好〉

## 見面會

### Running Man亞洲巡迴演唱會
| 2015年：Running Man Special Live in Asia 2015 | 2015年：Running Man Special Live in Asia 2015 | 2015年：Running Man Special Live in Asia 2015 | 2015年：Running Man Special Live in Asia 2015 | 2015年：Running Man Special Live in Asia 2015 | 2015年：Running Man Special Live in Asia 2015 |
| --------------------------------------------- | --------------------------------------------- | --------------------------------------------- | --------------------------------------------- | --------------------------------------------- | --------------------------------------------- |
| 站數                                          | 日期                                          | 國家                                          | 城市                                          | 場地                                          | 同行成員                                      |
| 1                                             | 1月17日                                       | 臺灣                                          | 台北                                          | 台大綜合體育館                                | 池錫辰、金鍾國、宋智孝、李光洙                |

| 2015年："Race Start!" Season 3: Running Man Special Tour | 2015年："Race Start!" Season 3: Running Man Special Tour | 2015年："Race Start!" Season 3: Running Man Special Tour | 2015年："Race Start!" Season 3: Running Man Special Tour | 2015年："Race Start!" Season 3: Running Man Special Tour | 2015年："Race Start!" Season 3: Running Man Special Tour |
| -------------------------------------------------------- | -------------------------------------------------------- | -------------------------------------------------------- | -------------------------------------------------------- | -------------------------------------------------------- | -------------------------------------------------------- |
| 站數                                                     | 日期                                                     | 國家                                                     | 城市                                                     | 場地                                                     | 同行成員                                                 |
| 1                                                        | 7月3日                                                   | 香港                                                     | 香港                                                     | 亞洲國際博覽館                                           | 全體成員                                                 |
| 2                                                        | 8月21日                                                  | 中国                                                     | 上海                                                     | 梅賽德斯-奔馳文化中心                                    | 全體成員                                                 |
| 4                                                        | 10月23日                                                 | 中国                                                     | 北京                                                     | 首都體育館                                               | 全體成員                                                 |
| 7                                                        | 12月11日                                                 | 中国                                                     | 武漢                                                     | 武漢體育中心體育館                                       | 池錫辰、金鍾國、Haha、宋智孝、李光洙                     |

| 2016年：Running Man Special Live in Asia 2016 | 2016年：Running Man Special Live in Asia 2016 | 2016年：Running Man Special Live in Asia 2016 | 2016年：Running Man Special Live in Asia 2016 | 2016年：Running Man Special Live in Asia 2016 | 2016年：Running Man Special Live in Asia 2016 |
| --------------------------------------------- | --------------------------------------------- | --------------------------------------------- | --------------------------------------------- | --------------------------------------------- | --------------------------------------------- |
| 站數                                          | 日期                                          | 國家                                          | 城市                                          | 場地                                          | 同行成員                                      |
| 1                                             | 1月29日                                       | 臺灣                                          | 桃園                                          | 桃園巨蛋                                      | 全體成員                                      |

| 2018-2019年：Running Man 『KEEP ON RUNNING』 Live | 2018-2019年：Running Man 『KEEP ON RUNNING』 Live | 2018-2019年：Running Man 『KEEP ON RUNNING』 Live | 2018-2019年：Running Man 『KEEP ON RUNNING』 Live | 2018-2019年：Running Man 『KEEP ON RUNNING』 Live | 2018-2019年：Running Man 『KEEP ON RUNNING』 Live |
| ------------------------------------------------- | ------------------------------------------------- | ------------------------------------------------- | ------------------------------------------------- | ------------------------------------------------- | ------------------------------------------------- |
| 站數                                              | 日期                                              | 國家                                              | 城市                                              | 場地                                              | 同行成員                                          |
| 1                                                 | 2018年10月6日                                     | 臺灣                                              | 台北                                              | 南港展覽館                                        | 全體成員                                          |
| 2                                                 | 2019年2月2日                                      | 香港                                              | 香港                                              | 亞洲國際博覽館                                    | 全體成員                                          |
| 4                                                 | 2019年8月17日                                     | 印度尼西亞                                        | 雅加達                                            | Senayan Istora體育館                              | 全體成員                                          |
| 7                                                 | 2019年12月1日                                     | 越南                                              | 胡志明市                                          | Sala City                                         | 全體成員                                          |

| 2019年：Running Man 9週年特別企劃—RM區（9）計劃 | 2019年：Running Man 9週年特別企劃—RM區（9）計劃 | 2019年：Running Man 9週年特別企劃—RM區（9）計劃 | 2019年：Running Man 9週年特別企劃—RM區（9）計劃 | 2019年：Running Man 9週年特別企劃—RM區（9）計劃 | 2019年：Running Man 9週年特別企劃—RM區（9）計劃 |
| ----------------------------------------------- | ----------------------------------------------- | ----------------------------------------------- | ----------------------------------------------- | ----------------------------------------------- | ----------------------------------------------- |
| 站數                                            | 日期                                            | 國家                                            | 城市                                            | 場地                                            | 同行成員                                        |
| 1                                               | 8月26日                                         |                                                 | 首爾                                            | 梨花女子大學                                    | 全體成員                                        |

## 獎項
| 年度        | 典禮                               | 獎項                        | 節目                                                 | 備註                       |
| ----------- | ---------------------------------- | --------------------------- | ---------------------------------------------------- | -------------------------- |
| 1991        | 第1屆KBS大學搞笑祭                 | 安慰賞                      |                                                      |                            |
| 2000        | MBC演藝大獎                        | MC部門 特別賞               | 同居同落                                             |                            |
| 2003        | MBC演藝大獎                        | 實境節目秀部門 最優秀賞     |                                                      |                            |
| 2003        | KBS演藝大獎                        | TV主持部門 最優秀賞         |                                                      |                            |
| 2004        | SBS演藝大獎                        | TV MC部門 特別賞            | X-Man                                                |                            |
| 2005        | KBS演藝大獎                        | 大賞                        | Happy Together                                       | 首度獲獎                   |
| 2006        | 第42屆百想藝術大賞                 | 電視部門 男子藝能賞         | Happy Together、無限挑戰、星期天真好                 | 首度獲獎                   |
| 2006        | 第9屆綠色媒體賞                    | 語言賞                      |                                                      |                            |
| 2006        | 第18屆韓國廣播製作大賞             | 最佳節目主持賞              |                                                      |                            |
| 2006        | MBC演藝大獎                        | 大賞                        | 無限挑戰、來玩吧                                     | 首度獲獎                   |
| 2007        | MBC演藝大獎                        | 大賞                        | 無限挑戰                                             | 全體節目組共同獲獎         |
| 2007        | 第8屆韓國影像大戰                  | 上鏡賞                      |                                                      |                            |
| 2007        | 第10屆綠色媒體賞                   | 綠色電視人賞                |                                                      |                            |
| 2007        | 行動演藝大賞                       | 主持人賞                    |                                                      |                            |
| 2008        | 第89屆全國體育大會「健美操業餘組」 | 一般六人組－第二名          | 無限挑戰                                             | 全體主持人共同獲獎         |
| 2008        | SBS演藝大獎                        | 大賞                        | 家族的誕生                                           | 首度獲獎                   |
| 2009        | SBS演藝大獎                        | 大賞                        | 家族的誕生                                           | 二度獲獎。與李孝利共同獲獎 |
| 2009        | MBC演藝大獎                        | 大賞                        | 無限挑戰、來玩吧                                     | 二度獲獎                   |
| 2009        | 第10屆綠色媒體賞                   | 綠色電視人賞                |                                                      |                            |
| 2010        | MBC演藝大獎                        | 大賞                        | 無限挑戰、來玩吧                                     | 三度獲獎                   |
| 2010        | SBS演藝大獎                        | SBS創社20週年綜藝十大明星賞 | 不適用                                               |                            |
| 2011        | SBS演藝大獎                        | 大賞                        | Running Man                                          | 三度獲獎                   |
| 2011        | MBC演藝大獎                        | 最優秀賞                    |                                                      |                            |
| 2012        | MBC演藝大獎                        | PD賞                        |                                                      |                            |
| 2012        | 第3屆韓國大眾文化藝術獎            | 總理表彰                    | 不適用                                               |                            |
| 2012        | SBS演藝大獎                        | 大賞                        | Running Man                                          | 四度獲獎                   |
| 2012        | SBS演藝大獎                        | 觀眾選擇最高人氣獎          | Running Man                                          | 個人受賞                   |
| 2013        | SBS演藝大獎                        | 觀眾選擇最高人氣獎          | Running Man                                          | 全體主持人共同獲獎         |
| 2013        | 第49屆百想藝術大賞                 | TV部門 大賞                 | Happy Together 3、無限挑戰、Running Man              | 首度獲獎                   |
| 2014        | KBS演藝大獎                        | 大賞                        | Happy Together 3、我是男人                           | 二度獲獎                   |
| 2014        | MBC演藝大獎                        | 大賞                        | 無限挑戰                                             | 四度獲獎                   |
| 2014        | SBS演藝大獎                        | 觀眾選擇最高人氣獎          | Running Man                                          | 個人受賞                   |
| 2015        | SBS演藝大獎                        | 大賞                        | Running Man、同床異夢，沒關係沒關係                  | 五度獲獎                   |
| 2015        | SBS演藝大獎                        | 觀眾選擇最高人氣獎          | Running Man、同床異夢，沒關係沒關係                  | 個人受賞                   |
| 2015        | MBC演藝大獎                        | 功勞獎                      | 無限挑戰                                             | 全體節目組共同獲獎         |
| 2016        | MBC演藝大獎                        | 大賞                        | 無限挑戰                                             | 六度獲獎                   |
| 2017        | SBS演藝大獎                        | Global Star獎               | Running Man                                          | 全體主持人共同獲獎         |
| 2018        | 第9屆韓國大眾文化藝術獎            | 總統表彰                    | 不適用                                               |                            |
| 2018        | SBS演藝大獎                        | 最佳團隊合作獎              | Running Man                                          | 全體主持人共同獲獎         |
| 2019        | SBS演藝大獎                        | 大賞                        | Running Man                                          | 六度獲獎                   |
| 2019        | SBS演藝大獎                        | 全球綜藝節目賞              | Running Man                                          | 全體主持人共同獲獎         |
| 2019        | MBC演藝大獎                        | 年度綜藝人獎                | 玩什麼好呢                                           |                            |
| 2019        | MBC演藝大獎                        | 新人獎                      | 玩什麼好呢                                           | 以『溜三絲』名義獲得       |
| 2020        | 第56屆百想藝術大獎                 | 電視部門 男子綜藝賞         | 玩什麼好呢                                           | 二度獲獎                   |
| 2020        | SBS演藝大獎                        | Global Star獎               | Running Man                                          | 全體主持人共同獲獎         |
| 2020        | MBC演藝大獎                        | 年度綜藝人獎                | 玩什麼好呢                                           |                            |
| 2020        | MBC演藝大獎                        | 最佳情侶獎                  | 玩什麼好呢                                           | 與李孝利共同獲獎           |
| 2020        | MBC演藝大獎                        | 大賞                        | 玩什麼好呢                                           | 七度獲獎                   |
| 2021        | 第33屆韓國PD大賞                   | TV主持人奬                  | 玩什麼好呢                                           |                            |
| 2021        | 2021品牌忠誠度大賞                 | 男綜藝人獎                  | 不適用                                               |                            |
| 2021        | 第57屆百想藝術大獎                 | TV部門 大賞                 | Running Man、玩什麼好呢、第六感、劉QUIZ ON THE BLOCK | 二度獲獎                   |
| 2021        | SBS演藝大獎                        | 年度綜藝人獎                | Running Man                                          |                            |
| 2021        | MBC演藝大獎                        | 最佳情侶獎                  | 玩什麼好呢                                           | 與HAHA、李美珠共同獲獎     |
| 2021        | MBC演藝大獎                        | 年度綜藝人獎                | 玩什麼好呢                                           |                            |
| 2021        | MBC演藝大獎                        | 大賞                        | 玩什麼好呢                                           | 八度獲獎                   |
| 2022        |                                    |                             |                                                      |                            |
| SBS演藝大獎 | 最佳情侶獎                         | Running Man                 | 與金鐘國共同獲獎                                     |                            |
| SBS演藝大獎 | 大賞                               | Running Man                 | 七度獲獎                                             |                            |
| MBC演藝大獎 | 年度綜藝人獎                       | 玩什麼好呢                  |                                                      |                            |

## 備註

## 外部連結
- 官方网站 （英文）